# Schisandra elongata
Schisandra elongata là một loài thực vật có hoa trong họ Schisandraceae. Loài này được (Blume) Baill. miêu tả khoa học đầu tiên năm 1868.